# Ulea (okręg Vaslui)
Ulea – wieś w Rumunii, w okręgu Vaslui, w gminie Bogdănești. W 2011 roku liczyła 406 mieszkańców.